# 成泰
成泰（越南语：／，1889年2月1日-1907年9月4日）是越南大南国阮朝成泰帝的年号，共计19年。

## 改元
- 成泰元年正月初二日（1889年2月1日），成泰帝在太和殿正式即位，改元成泰。
- 成泰十九年七月二十七日（1907年9月4日），成泰帝禪位于皇五子永珊，是為維新帝。次日（9月5日），維新帝正式即位，改元維新。

## 纪年
| 成泰 | 元年     | 2年      | 3年      | 4年      | 5年      | 6年                | 7年       | 8年      | 9年                  | 10年     |
| 公元 | 1889年   | 1890年   | 1891年   | 1892年   | 1893年   | 1894年             | 1895年    | 1896年   | 1897年               | 1898年   |
| 干支 | 己丑     | 庚寅     | 辛卯     | 壬辰     | 癸巳     | 甲午               | 乙未      | 丙申     | 丁酉                 | 戊戌     |
| 清朝 | 光緒15年 | 光緒16年 | 光緒17年 | 光緒18年 | 光緒19年 | 光緒20年           | 光緒21年  | 光緒22年 | 光緒23年             | 光緒24年 |
| 日本 | 明治22年 | 明治23年 | 明治24年 | 明治25年 | 明治26年 | 明治27年           | 明治28年  | 明治29年 | 明治30年             | 明治31年 |
| 朝鲜 | 光緒15年 | 光緒16年 | 光緒17年 | 光緒18年 | 光緒19年 | 光緒20年 開國503年 | 開國504年 | 建陽元年 | 建陽2年 韩国光武元年 | 光武2年  |
| 成泰 | 11年     | 12年     | 13年     | 14年     | 15年     | 16年               | 17年      | 18年     | 19年                 |          |
| 公元 | 1899年   | 1900年   | 1901年   | 1902年   | 1903年   | 1904年             | 1905年    | 1906年   | 1907年               |          |
| 干支 | 己亥     | 庚子     | 辛丑     | 壬寅     | 癸卯     | 甲辰               | 乙巳      | 丙午     | 丁未                 |          |
| 清朝 | 光緒25年 | 光緒26年 | 光緒27年 | 光緒28年 | 光緒29年 | 光緒30年           | 光緒31年  | 光緒32年 | 光緒33年             |          |
| 日本 | 明治32年 | 明治33年 | 明治34年 | 明治35年 | 明治36年 | 明治37年           | 明治38年  | 明治39年 | 明治40年             |          |
| 韩国 | 光武3年  | 光武4年  | 光武5年  | 光武6年  | 光武7年  | 光武8年            | 光武9年   | 光武10年 | 光武11年 隆熙元年    |          |